# Frederic (Wisconsin)
Frederic es una villa ubicada en el condado de Polk en el estado estadounidense de Wisconsin. En el Censo de 2010 tenía una población de 1.137 habitantes y una densidad poblacional de 245,11 personas por km².

## Geografía
Frederic se encuentra ubicada en las coordenadas 45°39′10″N 92°27′46″O / 45.65278, -92.46278. Según la Oficina del Censo de los Estados Unidos, Frederic tiene una superficie total de 4.64 km², de la cual 4.46 km² corresponden a tierra firme y (3.85%) 0.18 km² es agua.

## Demografía
Según el censo de 2010, había 1.137 personas residiendo en Frederic. La densidad de población era de 245,11 hab./km². De los 1.137 habitantes, Frederic estaba compuesto por el 95.87% blancos, el 0.26% eran afroamericanos, el 1.67% eran amerindios, el 0.53% eran asiáticos, el 0% eran isleños del Pacífico, el 0.35% eran de otras razas y el 1.32% pertenecían a dos o más razas. Del total de la población el 1.06% eran hispanos o latinos de cualquier raza.